# Rhynchospora exserta
Rhynchospora exserta är en halvgräsart som beskrevs av Charles Baron Clarke. Rhynchospora exserta ingår i släktet småag, och familjen halvgräs. Inga underarter finns listade i Catalogue of Life.